# Blue Tape
| Recensione | Giudizio |
| ---------- | -------- |
| Newsic.it  |          |

Blue Tape è il primo mixtape del rapper italiano Rondodasosa, pubblicato il 5 aprile 2024 dalla RM4E, dalla Trenches Records e dalla Warner Music Italy.

## Promozione
ll 22 marzo Rondodasosa ha svelato la tracklist del mixtape e ha pubblicato come primo estratto il singolo Town, al quale ha fatto seguito il singolo Adderall, pubblicato il 28 marzo. L'artista ha motivato l'assenza di collaborazioni musicali come il tentativo di non omologarsi alle regole del mercato discografico.

## Tracce
1. Town – 2:47
2. Good Day for Kill Somebody – 2:23
3. 2+2 – 2:07
4. Adderall – 2:45
5. 2016 – 2:47
6. Gangsta Life – 2:38
7. Don't Cry – 2:27
8. Doppio taglio – 3:39
9. Motivation – 3:38
10. Get Back – 3:43
11. SRT – 2:22
12. Hustler – 2:52
13. Timberland Blue – 2:45

## Classifiche
| Classifica (2024) | Posizione massima |
| ----------------- | ----------------- |
| Italia            | 6                 |